# Mchov

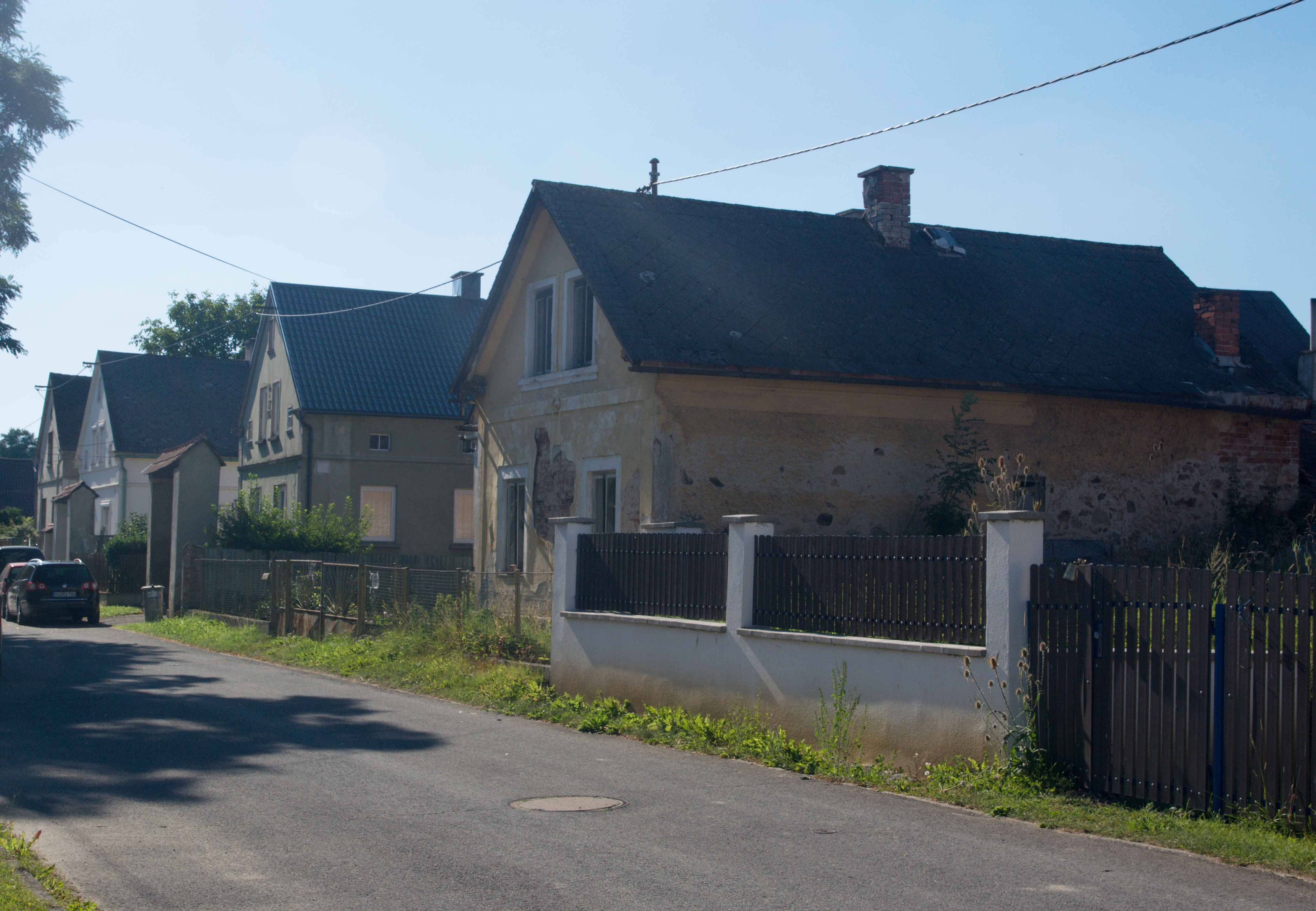
Dorfstraße

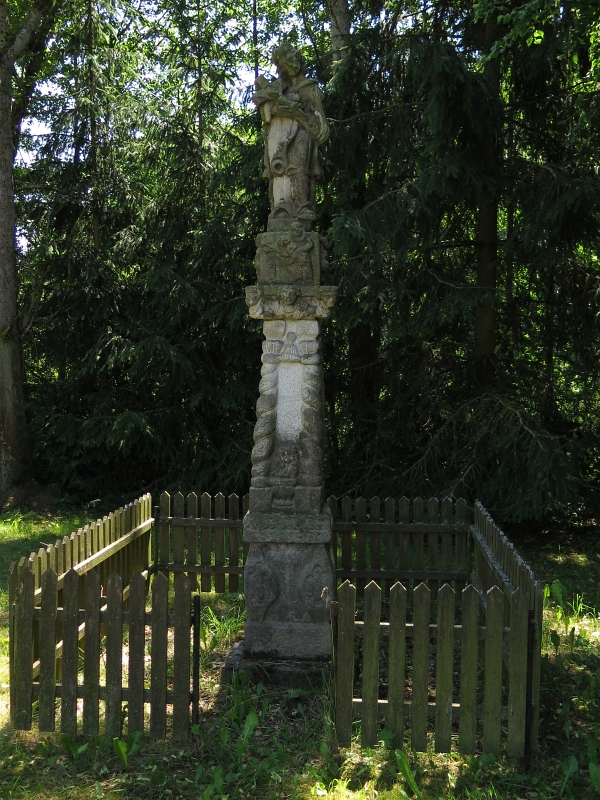
Statue des hl. Johannes von Nepomuk

Mchov (deutsch Innichen) ist ein Ortsteil der Gemeinde Staré Sedliště (Alt Zedlisch) in Tschechien. Er liegt zehn Kilometer südöstlich von Tachov (Tachau) und gehört zum Okres Tachov.

## Geographie
Das Straßenangerdorf Mchov befindet sich linksseitig des Baches Lukavický potok in der Tachovská brázda (Tachauer Furche). Im Osten erhebt sich der V Lomu (513 m n.m.), südwestlich der Jalovcový vrch (Grammelsberg, 651 m n.m.) und der Třešňovec (Kerschberg, 607 m n.m.) sowie im Westen der Hájek (Mühlberg, 554 m n.m.). Östlich und südlich des Dorfes verläuft die Autobahn D 5.
Nachbarorte sind Tisová, Nová Strast und Hlinné im Norden, Doly im Nordosten, Čečkovice im Osten, Lužná, Vysočany und Muckov im Südosten, Velké Dvorce und Mlýnec im Süden, Újezd pod Přimdou und Labuť im Südwesten, Nové Sedliště im Westen sowie Úšava und Staré Sedliště im Nordwesten.

## Geschichte
Die erste urkundliche Erwähnung des Dorfes erfolgte im Jahre 1456. Das Dorf bildete ein ursprünglich ein landtäfliges Gut, das vermutlich im 17. Jahrhundert dem benachbarten Gut Alt Sedlischt zugeschlagen wurde. Nach der Schlacht am Weißen Berg erwarb Johann Kawka von Ritschan 1625 das aus dem Besitz der Herren Kfeller von Jakschow konfiszierte Gut Alt Sedlischt. Kawkas drei Töchter verkauften den Besitz 1661 an Markus Alexander von Brisighella. Nachfolgende Grundherren waren ein Freiherr von Wunschwitz, danach Theresia Eleonore von Tunkel und ab 1711 Joseph Ignaz von Langer. Letzter veräußerte die vereinigten Güter an den Münz- und Bergmeister Ignaz von Born, der sie an Franz Joseph von Schorel verkaufte. 1785 standen in Innichau, Innigen bzw. Inchau 36 Häuser. In der Gegend erfolgte der Abbau von weißem Ton. Im Jahre 1802 kaufte Andreas Vogel die Güter, seit 1820 gehörten sie dessen Erben.
Im Jahre 1835 umfasste das im Pilsner Kreis gelegene, und mit dem Gut Alt Sedlischt vereinigte Gut Imichen mit Lukawetz eine Nutzfläche von 837 Joch 458 Quadratklafter, davon 508 Joch 324 Quadratklafter Ackerland, 104 Joch 21 Quadratklafter Wiesen, 95 Joch 141 Quadratklafter Hutweiden, 91 Joch 623 Quadratklafter Wald und 35 Joch 417  Quadratklafter Teichflächen. Zum Gut Imichen gehörten nur das gleichnamige Dorf sowie drei Häuser von Alt Sedlischt. Das Dorf Imichen, fälschlich auch Innigen, Innichau bzw. Inchau genannt, bestand aus 40 Häusern mit 235 deutschsprachigen Einwohnern, darunter sechs jüdischen Familien. Südlich des Dorfes lag der große Teich Weiherloch. Zu Imichen konskribiert war der einschichtige – hinter Tholl gelegene – Meierhof Lukawetz mit einer Schäferei. In der Nähe des Dorfes betrieb die Herrschaft Groß Maierhöfen ein Eisenerzbergwerk. Pfarrort war Alt Sedlischt. Bis zur Mitte des 19. Jahrhunderts blieb das Dorf dem Allodialgut Alt Sedlischt untertänig, Besitzer waren die Vogelschen Erben. 
Nach der Aufhebung der Patrimonialherrschaften bildete Innichen ab 1849 eine Gemeinde im Gerichtsbezirk Tachau. Ab 1869 gehörte Innichen zum Bezirk Tachau. Zu dieser Zeit hatte das Dorf 211 Einwohner und bestand aus 40 Häusern. Im Jahre 1900 lebten in Innichen 226 Personen, 1910 waren es 207. Nach dem Zusammenbruch der k.k. Monarchie wurde das Dorf 1918 Teil der neu gebildeten Tschechoslowakei. Beim Zensus von 1921 lebten in den 40 Häusern der Gemeinde 203 Deutsche. Der tschechische Ortsname Mchov wurde 1924 eingeführt. Im Jahre 1930 bestand Innichen aus 41 Häusern und hatte 200 Einwohner; 1939 waren es 171. Nach dem Münchner Abkommen wurde die Gemeinde im Herbst 1938 dem Deutschen Reich zugeschlagen und gehörte bis 1945 zum Landkreis Tachau. Nach dem Ende des Zweiten Weltkrieges wurde Mchov wieder Teil der Tschechoslowakei. Die deutschböhmische Bevölkerung wurde vertrieben und das Dorf mit Tschechen wiederbesiedelt. Im Jahre 1950 lebten in den 38 Häusern von Mchov 111 Personen. 1964 erfolgte die Eingemeindung nach Staré Sedliště. Im Jahre 1970 hatte Mchov 91 Einwohner. Im Jahre 1991 lebten in den 16 Wohnhäusern von Mchov 29 Personen. Beim Zensus von 2011 bestand das Dorf aus 17 Häusern und hatte 40 Einwohner.

## Ortsgliederung
Der Ortsteil Mchov bildet einen Katastralbezirk.

## Sehenswürdigkeiten
- Statue des böhmischen Landesheiligen Johannes von Nepomuk, am Teich